# Paris (Missouri)
Paris – miasto w Stanach Zjednoczonych, w stanie Missouri, siedziba administracyjna hrabstwa Monroe.